# کژووویژبا
کژووویژبا (به لهستانی:  Krzywowierzba) یک روستا در لهستان است که در گمینا ورکی واقع شده‌است.